# Punaise des céréales
Taxons concernés
On appelle « punaise des céréales » diverses espèces d'insectes hémiptères hétéroptères appartenant aux familles des Scutelleridae, Pentatomidae et Coreidae, nuisibles aux cultures de céréales.

## Principales espèces
- Famille des Scutelleridae
  - Eurygaster integriceps
  - Eurygaster maura
  - Eurygaster austriaca

- Famille des Pentatomidae
  - Carpocoris fuscispinus
  - Carpocoris pudicus
  - Palomena viridissima
  - Palomena prasina
  - Dolycoris baccarum
  - Aelia acuminata
  - Aelia germani
  - Aelia rostrata

- Famille des Coreidae
  - Coreus marginatus

- Famille des Lygaeidae
  - Blissus leucopterus